# Берёзовка (Ибресинский район)
Берёзовка (чув. Хурӑнлӑх) — посёлок в Ибресинском районе Чувашской Республики. Административный центр Берёзовского сельского поселения.

## География
Территория посёлка составляет 64 гектара.

## История
В 1958 году указом Президиума Верховного Совета РСФСР посёлок Сене Пурность переименован в Берёзовку.

## Население
| 2010 | 2012 |
| ---- | ---- |
| 201  | ↗268 |

## Улицы
| - ул. Лесная, - ул. Молодёжная, | - ул. Солнечная, - ул. Школьная. |